# Parroquia de la Santísima Trinidad (Querétaro)
La Parroquia de la Santísima Trinidad es una parroquia católica perteneciente a la diócesis de Querétaro, que a su vez pertenece a la arquidiócesis de León. La parroquia está ubicada en el municipio de Corregidora, en el estado de Querétaro.
El templo está construido a honor de la Santísima Trinidad, una característica de Dios del catolicismo romano.

## Historia
Su construcción inició en algún punto a mediados de la década de los 2000, y terminó en el año 2020, originalmente era una capilla, pero en enero de 2023 se dio el anuncio de que su elección como parroquia iba a ser el 17 de marzo de 2023.

## Arquitectura
La parroquia está construida con un estilo minimalista, tiene 2 entradas, una para entrar al exterior en donde se ubican 3 puertas para el interior, y otra para ir a un sótano, en el que esta el baño y unas salas en donde se hacen convivios, catecismo, confesiones entre otros eventos, al otro lado, tiene otra puerta destinada para el acceso de automóviles y grupos de personas, ambas partes se conectan por medio de una escalera, el interior de la parroquia hay varias filas de sillas, hay otras 3 salas, una en la que se guardan cajas de las cenizas de los fallecidos que fueron cremados, otra que es la sala de confesiones, y otra en la que se puede orar en cualquier momento. 

## Pintura
En el centro, hay un ventanal con una pintura que refleja a las 3 personas de la Santísima Trinidad, Dios Hijo, Dios Padre y Dios Espíritu Santo.